# Reynaldo Arenas

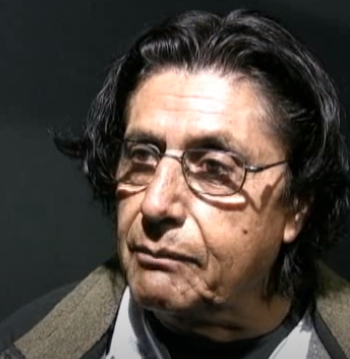
Reynaldo Arenas, 2012

Reynaldo Arenas Horna (* 16. August 1944 in Cusco, Peru) ist ein peruanischer Schauspieler am Theater, im Film und im Fernsehen sowie Synchronsprecher für Spanisch.
Bekannt wurde Reynaldo Arenas insbesondere durch seine Rolle als José Gabriel Condorcanqui (Túpac Amaru II) in Federico García Hurtados 1984 in die Kinos gekommenem Tupac Amaru – Strahlende Schlange. Daneben tritt er auf Theaterbühnen und im Fernsehen auf.

## Filmographie (Spielfilme)
- Un mulato llamado Martín (1975), als Sohn von Túpac.
- Túpac Amaru (1984), als José Gabriel Condorcanqui (Túpac Amaru II).
- Hour of the Assassin (1987), als Paladoro.
- Heroes Stand Alone (1989), als Roadrunner.
- Ni con Dios ni con el diablo (1990), als Julián.
- Sniper – Der Scharfschütze (1993), als Cacique.
- Mord in der grünen Hölle (1993), als Djamori.
- Max Is Missing (Max ha desaparecido, 1995) als El Gran Inca.
- Good bye, Pachacutec (2005).
- El Tunche (2006).
- El Señor de Sipán – Dokumentarfilm (2007).
- Japy Ending (2014).
- Gloria del Pacífico (2014), als Vicente (der überlebende Soldat).
- Perro Guardián (2014).
- Al filo de la ley (2015).

## Telenovelas
- Simplemente María (Perú, 1969).
- El Diario de Pablo Marcos (1976) als Castro
- El ángel vengador: Calígula (1994)
- Los de Arriba y los de Abajo (1994) als Emilio campos
- Leonela, muriendo de amor (1997) als Cayetano
- Luz María (1998) als Mingo
- Isabella, mujer enamorada (1999) als Padre Rubén
- Milagros (2000–01) als Leoncio Peña 'El Jaguar'
- Tormenta de pasiones (2004–05) als Pancho
- Eva del Edén (2004) als alcalde Don Gonzalo Taulichusco
- El Gran Reto (2008)
- Los Diablos Azules (2008) als suboficial Quispe
- Hasta las estrellas (2010) als Comandante Emilio Segura.
- Ciro, el ángel del colca (2013–14) als Ciro Castillo padre.
- Somos Family (2015)
- Los otros libertadores (2021) als Túpac Amaru I

## Theater
- Fama
- Refugio de ángeles, Festival de teatro del ICPNA
- Píntalo de azul
- El arte de las putas
- El último tango en París
- Incas: Luces y Sonido (2008) als Sumo Sacerdote
- Manuelita Saenz y el Libertador (Paramonga) (2009)
- Ojos Bonitos, Cuadros Feos (2011)
- Saltimbanquis en la ciudad (2012) von Gloria María Solari
- El Marqués de Mangomarca (2012) von Sergio Arrau
- El colibrí mágico (2013) von Gloria María Solari
- Aniversario caral (2015) in „Madre Rayguana“
- Eutanasia (2017) von Gianfranco Mejia
- Lima de veras (2018), als Luis Enrique
- Romeo Guanaco y Julieta Vicuña (2018) von Gloria María Solari
- La Tropa de Lata y La Princesa Recicladora (2019) von Gloria María Solari